# Urbinella
Urbinella es un género monotípico de plantas fanerógamas perteneciente a la familia de las asteráceas. Su única especie: Urbinella palmeri, es originaria de México.

## Taxonomía
Urbinella palmeri fue descrita por Jesse More Greenman y publicado en Proceedings of the American Academy of Arts and Sciences 39(5): 117–118. 1903.
Sinonimia
- Dyssodia palmeri (Greenm.) J.F.Macbr.[3]